# Ogifta
Ogifta är en roman av Erik Asklund utgiven 1931.
Den var Asklunds andra roman och skrevs 1930 som en fristående fortsättning på författarens debutbok Bara en början från 1929. Båda romanerna har självbiografiska inslag. En något omarbetad version av de båda böckerna återutgavs tillsammans 1947 i Folket i Bilds folkbokserie under den gemensamma titeln Ogifta.